# Nothing Is Easy: Live at the Isle of Wight 1970
Nothing Is Easy: Live at the Isle of Wight 1970 is een livealbum van de Britse rockband Jethro Tull, opgenomen op het Isle of Wight Festival in 1970. Deze cd werd in 2004 uitgebracht, en in 2005 verscheen er een gelijknamige documentaire op dvd.

## Geschiedenis
Drie jaar na het ontstaan van Jethro Tull stond de band op de laatste dag van het Isle of Wight Festival (vaak het Britse Woodstock genoemd) op het podium. Met een aanwezig publiek van bijna 600.000 personen (nog steeds het recordaantal toeschouwers op een festival), was de band een van de meest imponerende acts die dag. Die dag speelden onder andere ook The Who, Jimi Hendrix en de Moody Blues.
Ian Anderson grapte dat hij deze cd uitbracht om alsnog wat geld te verdienen aan het evenement.
De groep verrukte de gigantische menigte van het beroemde festival, maar heeft nog steeds geen geld ontvangen voor hun optreden.
Anderson: "Wij waren samen met Jimi Hendrix de afsluiters van het driedaagse festival, en de boel liep uit de hand door het verlangen van gratis entree. De alom aanwezige knorrigheid van een gedeelte van de gedesillusioneerde hippies hadden chaos en geweld gebracht in gedeelten van de menigte. Joni Mitchell was in tranen uitgebroken op het podium. Jimi was niet erg blij. Volgens mij zijn we door deze chaotische omstandigheden nooit betaald voor ons optreden, maar dat is ook niet erg belangrijk."

## Nummers
1. My Sunday Feeling
2. My God
3. With You There To Help Me
4. To Cry You A Song
5. Bourée
6. Dharma For One
7. Nothing Is Easy
8. Medley: We Used To Know / For A Thousand Mothers

## Bezetting
- Ian Anderson (zang, dwarsfluit, akoestische gitaar)
- Martin Barre (elektrische gitaar)
- Clive Bunker (drums)
- Glenn Cornick (basgitaar)
- John Evan (keyboards)